# Кружево Брюгге

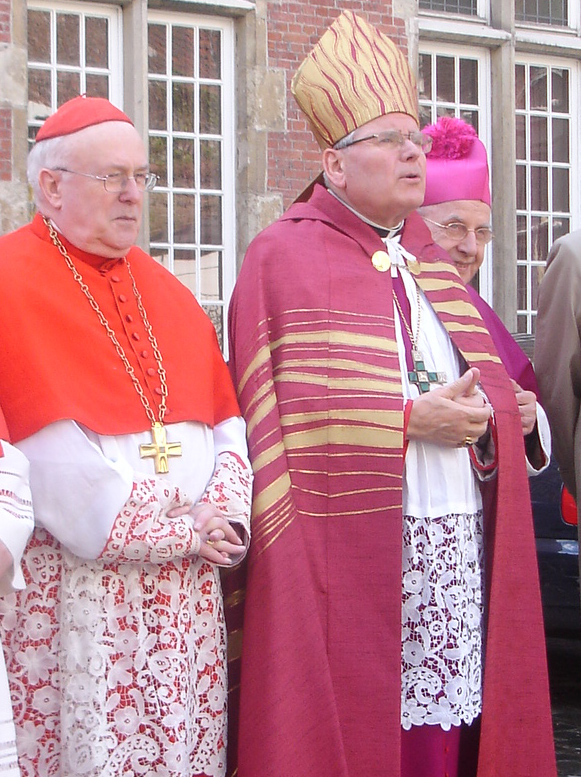
Кружево Брюгге предпочитает высшее духовенство.

Кружево Брюгге (нидерл. Brugs bloemwerk) представляет собой тонкое белое коклюшечное кружево из хлопка, производимое в бельгийском городе Брюгге. Оно состоит из частей, а узоры позже соединяются вместе, чтобы получить окончательное кружево.

## История
- Официальным началом производства кружева в Бельгии считается 1717 год — епископ Брюгге решил, что этот вид деятельности материально поддержит бедные семьи. И кружевоплетение стало уделом женщин из самых низких слоев общества — их обучали монахини из Антверпена, Апостольские сестры. Кружево стоило копейки и делалось для богатых заказчиц. Через некоторое время эта деятельность как малодоходная стала приходить в упадок. Зато кружевоплетением увлеклись знатные дамы как занятным видом рукоделия.
- Обе формы кружева произошли от брабантского и брюссельского «кружева по частям» XVII века. Кружево считается возрождением старого фламандского кружева в некоторых частях середины XIX века.
- В середине XIX века производство кружев, которые плетут с помощью большого количества коклюшек, было в Брюгге для многих семей единственной возможностью заработать на жизнь[2]. В этот период в городе насчитывалось около 10 000 мастериц, трудившихся с утра до позднего вечера за голодный паек. Брюгге на самом деле был обедневшим городом, в котором не было никакой промышленности. В городе процветали безработица и алкоголизм.
- Кружевниц обучали мастерству в 92 малых и больших школах. Такое количество объясняется стремлением церковных общин и частных лиц уберечь молодых девушек от порочного влияния улицы. Для многих женщин Брюгге школы по подготовке мастериц кружевного искусства (занятия проводились в промежутке между работой) было единственной формой получения хоть какого-то образования, своего рода «путевкой в жизнь».
- В начале XX-го века в Бельгии насчитывалось около 47 000 кружевных мастеров. Около 70 % из них работали в Брюгге, в результате чего в 1911 году здесь появилась брюггская кружевная школа. Девушек с 14 лет обучали кружевоплетению, они также ходили на уроки религии, арифметики, торговли и политической экономии. Они создавали кружевную бахрому для мужской и женской одежды, для крестильных сорочек, специальных воротников и манжет. Другие кружевные творения часто помещались в витрины[3].
- Школа, созданная Апостольскими сестрами, к середине XIX века в ней было четыре сотни учениц. Тем не менее в 20-х годах XX века кружевоплетение пришло в упадок. Причем не только в Бельгии, но и по всей Европе. Кружево, однако, в Брюгге плели, но оно перестало быть популярным, вышло из моды как полноценный материал и сделалось сувениром.
- После Второй мировой войны, когда жизненный уровень поднялся, эти школы стали постепенно исчезать из городского ландшафта. Однако Брюгге все ещё пользуется славой мастерства кружевниц. Об этом говорят около 50 магазинов, которые предлагают кружево[4].

## Типы
- Есть 2 типа кружева Брюгге, которые включают в себя более тонкий тип цветочной работы и грубый вариант. Более тонкий тип, называемый кружевом герцогини Брюгге[5][6][7], часто используется в одежде и вуалях, а грубый тип используется для украшения интерьера. За ним довольно просто ухаживать, его можно стирать и отбеливать при высоких температурах без потери формы и качества. Кружево Брюгге производилось в период с 1850 по 1950 год.
- Цветочное кружево Брюгге собрано из изящных листьев, длинных завитков и раскрытых цветов. Они часто имеют типичные узоры и могут быть изготовлены большими кусками для использования в формальной обстановке, например, в церквях. Эти элементы соединяются между собой жгутами с пико, начинками, листовыми жгутами и косами[8].

## Современность
- Некоторый интерес к кружеву, но скорее с точки зрения истории этого искусства вернулся в 1970-х годах, тогда и был создан в Брюгге Центр кружева (Lace Centre). По разным источникам, сегодня в Бельгии кружевоплетением профессионально занимаются около тысячи человек. В Брюгге каждый август проходит ежегодный фестиваль-ярмарка Lace Days.
- Современная школа кружева в Брюгге, называемая Kantcentrum, предлагает курсы и мастер-классы по кружеву. У него также есть собственное издательство книг и кружевных узоров[9].
- В Брюгге функционирует музей кружев.